# Gouden kalf (Hebreeuwse Bijbel)

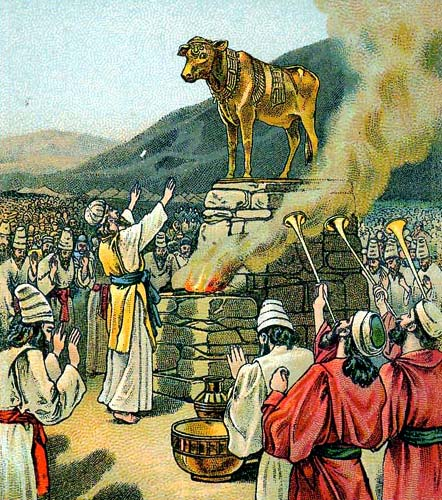

Het gouden kalf was in de traditie van de Hebreeuwse Bijbel een gouden beeld dat door Aäron werd gemaakt toen Mozes op de Sinaï was om de tien geboden van JHWH te ontvangen. De Israëlieten verenigden zich ontevreden rond Aäron, die om het volk tevreden te stellen sieraden inzamelde om daaruit een gouden kalfsbeeld te vervaardigen. Toen het beeld klaar was, riep het volk uit: "Israël, dit is je god, die je uit Egypte heeft geleid!" De volgende dag bracht het volk offers, vierde feest en danste om het gouden beeld. Toen Mozes naar het kamp aan de voet van de Sinaï terugkeerde, werd hij woedend en smeet de stenen platen waarop de tien geboden stonden kapot. Daarna vernietigde hij het beeld (Exodus 32; Deuteronomium 9:15-21).
De traditie wil dat Jerobeam I eeuwen later twee gouden kalveren maakte om te aanbidden. Eén plaatste hij in Betel, de andere in Dan (1 Koningen 12:28-30).